# Демокрит
Демокрит из Абдере (грч. Δημόκριτος; око 460. п. н. е. − око 370. п. н. е.) је антички грчки филозоф рођен у Абдери, Грчка. Био је утицајан пресократски филозоф и ученик Леукипа из Елеје, који је развио атомску теорију о космосу.
Демокрит је написао 52 дела, међутим од тога је сачувано само 299 фрагмената и то углавном етичког карактера. Демокрит је учио од Леукипа, гимнофиста, Египћана, Етиопљана, Хелена. Често је путовао од Средоземног до Црног мора и тако купио информације.
Чини се да је идеја атома потекла од његовог учитеља Леукипа (5. в. п. н. е.), али је Демокрит веома проширио његову теорију. Изнео је идеју да у универзуму постоје само празан простор и атоми, и да су атоми невидљиво мали, чврсти, вечни и у бесконачном кретању. У складу с овим прилагодљивим, материјалистичким гледиштем објаснио је укус, мирис, звук, ватру и смрт.
Његово дело „Велики ред света“ прославило га је. Након што га је прочитао суграђанима купио је кућу и проживео остатак живота ту (сматра се да је живео више од 100 година), у Абдери. Надимци Демокрита у његово време били су „мудрост“ и „насмејени филозоф“. Није се женио. Кажу да није ни желео да гледа лепе жене, кад већ није у стању да их воли. Најпознатија Демокритова филозофија јесте тврдња да основа (супстанција) свих насталих и пропадљивих бића јесу ненастали, непропадљиви и невидљиви атоми.
Демокрит се сматра зачетником строгог детерминизам (одређености) односно фатализма. Демокритова теорија после више од хиљаду година постаће принцип инерције. Он одбацује бесмртност душе јер сматра да је душа састављена од ватрених атома. Она пропада заједно са телом. Он каже да чулима опажамо бића и ствари, а разумом атоме и празан простор.
Претпостављао је да у облику и понашању атома лежи природни, небожански узрок свих ствари и свих догађаја. Платон и Аристотел нису прихватали ове идеје, које никада нису постале део главне струје грчке филозофије, али их је прихватио грчки филозоф Епикур око 300. п. н. е., а опширно забележио у дугачкој поеми О природи ствари Римљанин Лукреције (око 99 - 55. п. н. е.). У 17. веку Бојл и Њутн су били свесни ових идеја; сумњиво је да ли су оне ишта непосредно допринеле модерној атомској теорији, која је започела с Далтоном, око 1800.

## Биографија
Антички извори о Демокритовом животу нису сасвим поуздани, те неки елементи могу представљати чисту фикцију. Поуздано је да је рођен око 470. године старе ере у граду Абдери, колонији Клазомењана у Тракији. Демокритов отац био је врло имућан, те је оставио сину велико богатство.

### Путовања
Наследство је Демокриту омогућило да крене на дуга „студијска” путовања по разним земљама. Демокрит наводи да је међу свим својим савременицима обишао највећи део земље, да је вршио истраживања дубља но ико други, те да је видео многа поднебља и многе земље и слушао многе учене људе. Путовао је у Египат ка свештеницима да учи геометрију, у Персију код мага, у Вавилон код Калдејаца, на Црвено море, у Индију код голих мудраца (гимнософиста, односно ђаина), те до Етиопије.‍:стр. 83
У неком тренутку свог живота упознао се с Питагорином филозофијом и постао Леукипов ученик.

### Повратак
Након неколико година путовања, Демокрит се, без новца, вратио у Абдеру, код свог брата Дамоса. Према абдеранском закону, ко потроши своју имовину нема права на погребни ритуал. Настојећи да избегне такво понижење, Демокрит је држао предавања и окупио око себе ученике као што је био Дијагора. Стекао је славу својим познавањем природних појава и закона и способношћу да предвиди промене времена. Ту је способност искористио да би уверио људе како може предвидети будућност. Једном приликом, предвидевши лош род маслина на основу звезда (Плејада), покуповао је маслиново уље по читавом крају. Убрзо је завладала несташица и доживео је силан прилив богатства. Наводно је добитак разделио суграђанима, задовољан што је доказао да може стећи богатство ако хоће.‍:str. 89
Због тога су његови суграђани почели да на Демокрита гледају као на некога ко није само обични смртник, па су му чак понудили и свој полис на управу. То је, међутим, Демокрит одбио, желећи да води миран и осамљен живот. Такође је избегавао брак и рађање деце због одвраћања од пречих послова.‍:стр. 139

### Смрт
О години његове смрти нису доступни поуздани подаци, али сигурно је доживео врло високу старост (90–100 година) те да је био савременик софиста, Сократа и Платона, те се узима да је умро око 360. године старе ере. Хипарх наводи да је проживео 109. година. Неки наводе да је умро у дубокој старости преставши јести.‍:str. 87

## Учење

### Атомизам
По мнењу слатко, по мнењу горко, по мнењу топло, по мнењу хладно, по мнењу боја, а уистину честице и празнина.‍:str. 147— Демокрит
Антички атомисти Леукип и Демокрит су у античкој филозофији изградили први материјалистичко-монистички систем. Оснивачем атомистике сматра се Леукип, али је његово учење много проширио његов ученик Демокрит. Атомистичка наука је наставак и развитак материјалистичке мисли претходног раздобља. Док су елејци доказивали да нема кретања и мноштва ствари, Лепукип и Демокрит признају поред битка и постојање небитка, тј. празнине, јер по њиховом шватању не може бити кретања без празног простора. Пуноћу или битак замишљају као оно што је састављено од небројених ситних честица које се крећу у празном простору. Све се у свету састоји из простора и материје која испуњава тај простор, дакле од атома (τὸ ἄτομον – термин потиче од њих, а значи „недељив”) и празнине. Атоми не настају и не пропадају: они су вечни, непроменљиви и недељиви, једноставни су и квалитативно одређени. Разликују се једино по облику, реду и положају. Аристотел у својој Метафизици (I4, 985b 4) тумачи то овако: „Слово А разликује се од слова Н по облику, група АН од групе НА по реду, а слово И (стари облик за З) од слова Х по положају”.
Атомисти су знали да се проблем настајања ствари не може решити без претпоставке вечности кретања у природи. Признајући да је кретање од искона својствено материји, сводили су све природне појаве на кретање. Такво постављање проблема једно је од највећих тековина материјалистичке мисли. Принцип кретања је темељ читавом атомистичком систему: атом је, наиме, твар која се креће. Међутим, узрок кретања атома није нека спољна сила; атоми имају принцип кретања у себи. Процес настајања и пропадања ствари збива се механичком природном нуждом: Леукип каже да до спајања и раздвајања атома долази „с разлогом и по нужди” (ἐκ λόγου καὶ ὑπ' ἀνάγκης). До судара атома долази нужно због њихових облика и неправилних путања. Признавање опште узрочне нужде један је основних принципа атомистичког система и чини Демокрита једним од главних зачетника детерминизма. Међутим, оно првобитно кретање, извор свег даљег кретања атома, атомисти не објашњавању, што им замера и Аристотел. Демокрит тврди да су атоми по природи непокретни и тек међусобним сударима стављени у покрет. Међутим, некако мора доћи до првог судара, што атомисти не објашњавају. Демокрит је, да би „произвео” први судар и атоме ставио у кретање, можда морао претпоставити да су атоми, као основне честице природе, на неки начин живи. Претпоставка да су атоми живи објаснила би њихову покретљивост и склоност ка кружном кретању, о којем Демокрит такође говори.
Иако Демокрит дефинише Бога као умну огњену сферу‍:str. 107, неки сматрају његов филозофски систем у основи атеистичким. По атомистима, основицу света чини материја која се креће – атоми. Свет постоји од искона и није га створило никакво више биће. Од Демокрита потиче и теорија која веру у богове тумачи страхом људи од природних појава, које су примитивног човека натерале да стрепи пред њима и да им приписује чудотворну моћ. Ту ће теорију касније даље развити Епикур.

### Теорија сазнања
Ни о чему уистину не знамо ништа, него је мишљење у свакоме од нас прилив атома.‍:стр. 147— Демокрит
Везу између ствари и чула чине по Демокриту „сличице” (εἴδωλα). По Демокриту, сличице су демони којима је испуњен ваздух. Те сличице происходе одасвуда, а највише из живих бића. Оне носе душевна кретања и страсти сваког појединца и примаоцима објављују мишљења и жеље оних који их одашиљу. Сличице које излазе из злобника су пуне злоће оних који их одашиљу, па утискујући се у примаоце поремећују и оштећују њихово тело и дух.‍:стр. 108–109
Вид је по Демокриту одражавање, које првобитно не постаје у зеници, него у уздуху. Уздух, који се налази између ока и предмета, добија отисак, јер је стиснут између онога што гледа и онога што се гледа. Притом Демокрит претпоставља да од ствари, као и од субјекта, полази неки излив. А уздух, са своје стране, утискује примљени лик у влажни део ока. На основу чулне сличице настају представе и мисли. Атомисти делатност разума сматрају зависном од чулног опажања. Наиме, чулно опажање по Демокриту представља предуслов за мишљење, оно прибавља материјал помоћу којега разум спознаје истину.
Чулна спознаја не придаје човеку право знање, него само мнење, али истински начин спознаје је разум. Прву врсту спознаје зове Демокрит σκοτίη (мрачна врста спознаје, тј. чула), а другу γνησίη (права) јер њоме спознајемо атоме и празнину, од којих је састављен читав свет.
О непоузданости чулне спознаје сликовито говори Демокритов фр. 125: „По мнењу боја, по мнењу слатко, по мнењу горко, а уистину атоми и празан простор”.

### Етика
Лепо познају само они који су за то створени.— Демокрит
Демокрит је велику пажњу посветио етици и политици. Његова етика има индивидуалистички карактер. Сачуване су бројне Демокритове поуке у облику афоризама и кратких реченица у којима су живот, владање и судбина сваког човека предмет његова стварања. У тим афоризмима Демокрит племенитост човека не види у пореклу, него у доброти његова значаја. Људску врлину он види у умерености и разборитости. Главна је сврха човека душевни мир, благодушје (εὐθυμία), што се постиже умереношћу и примереним животом (μετριότητι τέρψιος καὶ βίου συμμετρίῃ). У многим фрагментима хвали Демокрит разум, мудрост.
Као што постоје две врсте сазнања, чулно и разумно, тако постоје и две врсте задовољстава: чулна, која нас варају, и душевна, која су истинска. Осећање је треперење душевних атома, а добра су она душевна задовољства која не ремете тај трептај. Зато Демокрит срећу налази у човековој жељи за спознајом и у хармоничном животу, који се постиже умереношћу. Највише добро јесте блаженство (εὐδαιμονίη), које Демокрит назива још и благим кретањем, спокојством, хармонијом, равнотежом (ξυμμετρία) и непометеношћу (ἀταραξίη). Блаженство се заснива на познаји и разликовању задовољстава, што се постиже истинском спознајом атома.

### Остало
За Демокрита, као и друге античке мислиоце, божанство има облик сфере. Он је говорио „бог је ум у ватри округла облика”.‍:str. 107

## Демокритови списи
Антички извори наводе да је Демокрит написао 73 дужа списа, али од свега тога данас је остало само око 100 фрагмената.